# Netelia rufa
Netelia rufa là một loài tò vò trong họ Ichneumonidae.